# العلب الفرعة (مكورة)
العلب الفرعة هو دُوَّار يقع بجماعة الرميلة، إقليم بولمان، جهة فاس مكناس في المملكة المغربية. ينتمي الدوّار لمشيخة مكورة التي تضم 6 دواوير. يقدر عدد سكانه بـ 200 نسمة حسب الإحصاء الرسمي للسكان والسكنى لسنة 2004.

## روابط خارجية
- البوابة الوطنية للجماعات الترابية
- المندوبية السامية للتخطيط